# Stoke Heath (Worcestershire)
Stoke Heath – wieś w Anglii, w hrabstwie Worcestershire, w dystrykcie Bromsgrove. Leży 18 km na północny wschód od miasta Worcester i 162 km na północny zachód od Londynu.